# Callionymus afilum
Callionymus afilum är en fiskart som beskrevs av Hans W. Fricke 2000. Callionymus afilum ingår i släktet Callionymus och familjen sjökocksfiskar. Inga underarter finns listade.